# Skellefte kontrakt
Skellefte kontrakt är ett kontrakt inom Svenska kyrkan i Luleå stift.
Kontraktskod är 1104. Dagens Skellefte kontrakt motsvarar till geografin ungefär senare dagars Skellefteå socken.

## Administrativ historik
Kontraktet bildades 1962 
från huvuddelen av då upplösta Västerbottens norra kontrakt
- Skellefteå landsförsamling
- Norsjö församling
- Jörns församling, som 2008 uppgick i Jörn-Bolidens församling
- Burträsks församling
- Byske församling, som 2009 uppgick i Byske-Fällfors församling
- Lövångers församling
- Skellefteå Sankt Olovs församling
- Fällfors församling, som 2009 uppgick i Byske-Fällfors församling
- Kalvträsks församling, som 2006 uppgick i Burträsks församling
- Bureå församling
- Kågedalens församling
- Skellefteå Sankt Örjans församling

och samtidigt bildades 
- Bolidens församling, som 2008 uppgick i Jörn-Bolidens församling

## Kontraktsprostar
| Ämbetstid | Namn                 | Levnadstid | Övrigt                                          |
| --------- | -------------------- | ---------- | ----------------------------------------------- |
| 1960–1963 | Carl Yngve Andersson | 1901–      | Kyrkoherde i Skellefteå Sankt Olovs församling. |
| 2025      | Robert Koss          |            | Kyrkoherde i Bureå församling.                  |